# The Why of Fry
The Why of Fry (с англ. — «Мотивы (Загадка) Фрая») — восьмой эпизод пятого сезона мультсериала «Футурама». Североамериканская премьера этого эпизода состоялась 6 апреля 2003 года.

## Сюжет
Фрай со всем воодушевлением готов отправиться на новое задание. Но, узнав, что Лила и Бендер выполнили задание без него, Фрай приходит в недоумение. Затем Лила в очередной раз отказывает ему в свидании, поскольку уже встречается с парнем по имени Чез, который является помощником мэра. Фрай сильно опечален всем этим, что заставляет его усомниться в значимости для своих друзей вообще.
Вечером Лила идёт на свидание с Чезом, который только и делает, что рассказывает о важности своей работы, тем самым восхищая Лилу. Фрай отправляется в паб «О’Зоргнакса», где встречает их, после чего Лила просит его выгулять Зубастика, поскольку сегодня она не будет ночевать дома. Во время прогулки Фрай получает штраф из-за того, что не успел убрать отходы Зубастика. В полном упадке духа Фрай бредёт в подворотню, где Зубастик оглушает его и втаскивает на космический корабль.
Фрай приходит в себя на планете Этерниум расы нибблонианцев и узнаёт, что он должен спасти вселенную. Инопланетная раса мозгов, совершившая около месяца назад нападение на Землю, собирается уничтожить вселенную. Об этом никто не знает из-за способности мозгов атаковать разум. По той же причине никто, кроме Фрая, не помнит нападение на Землю. Уникальность Фрая заключается в отсутствии у него мозговых дельта-волн, на которые способны влиять мозги. Поэтому Фрай является «невидимым» для них. Причиной этой генетической аномалии стал тот факт, что Фрай является собственным дедом.
На протяжении многих лет мозги строили Инфосферу, собирая в неё всю информацию во вселенной. После того, как вся информация будет собрана, они предотвратят появление новой информации, тем самым уничтожив вселенную. Задача Фрая — проникнуть в Инфосферу во время её самосканирования и установить внутри неё Квантовую Междуфазовую Бомбу, которая перенесёт Инфосферу в другую вселенную. Фрай имеет лишь минуту на то, чтобы спастись оттуда на космическом скутере «Скути-Паффе Младшем».
Оказывается, внутри Инфосферы находится Большой Мозг, который знает почти всё. Любопытство Фрая берёт верх, и он пытается узнать ответы на самые важные, на его взгляд, вопросы. Тем самым Фрай выдаёт мозгам своё присутствие. Попытка бегства терпит провал — «Скути-Пафф Младший» разваливается у него в руках. Несмотря на это, Фрай активирует бомбу, считая, что готов пожертвовать собой ради спасения вселенной. Пытаясь остановить Фрая, мозги советуют ему поинтересоваться у Большого Мозга, почему Фрай попал в будущее. Узнав, что заморозка Фрая на 1000 лет — дело рук Зубастика, посланного нибблонианцами, Фрай приходит в ярость. В этот момент происходит детонация бомбы. Инфосфера вместе с мозгами и Фраем переносится в другую вселенную. Тем временем Чез и Лила идут кататься на ракетный каток. Прогнав с арендованного им на весь вечер катка нищих сирот, Чез серьёзно портит своё впечатление на Лилу, и в результате она его бросает.
Фрай узнаёт, что у него есть шанс выбраться из вечного заточения в другой вселенной. Он соглашается с предложением Большого Мозга вернуться во времени в тот самый злополучный день, когда попал в криогенную камеру, чтобы не дать Зубастику заморозить себя (несмотря на то, что данным поступком Фрай обречёт будущее на уничтожение). Далее события переносятся в 31 декабря 1999 года. Фрай (из прошлого) отправляется в криогенную лабораторию, чтобы доставить пиццу. Выясняется, что заказал ту самую роковую пиццу на имя «I.C.Wiener’а» Зубастик. Ещё не замороженный Фрай заходит в комнату с открытой криогенной камерой, не заметив Зубастика, который спрятался под столом, чтобы толкнуть Фрая со стула в камеру. Ничего не подозревая, Фрай садится за стол и начинает раскачиваться на стуле. В этот момент под столом появляется Фрай (из будущего) и хватает Зубастика. Далее начинается сакраментальный разговор. Фрай рассержен тем, что его использовали, не спросив разрешения на заморозку. По мнению Фрая, единственным, из-за чего будущее достойно спасения, является Лила, с которой у него никак не клеятся отношения. Зубастик говорит, что не стоит отчаиваться, и даёт обещание помочь ему в решении этой проблемы. Фрай колеблется в выборе между спасением себя и спасением будущего вместе с Лилой. Недолго думая, Фрай принимает решение и сам толкает себя, качающегося на стуле, в криогенную камеру. Теперь замороженный Фрай точно так же попадёт в Инфосферу, поэтому Фрай (из будущего) говорит Зубастику, что «Скути-Пафф Младший» — настоящий мусор, после чего исчезает.
События переносятся в будущее, в момент детонации бомбы в Инфосфере. Но в этот раз Фрай благополучно спасается уже на «Скути-Паффе Старшем, Вершителе Судеб». После этого Фрай с Зубастиком возвращаются домой, где последний стирает произошедшее из памяти Фрая, дабы сохранить инкогнито. Фрай делает Лиле знаки внимания, которым она оказалась очень тронута.